# Kirtland I. Perky

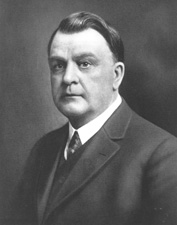
Kirtland I. Perky

Kirtland Irving Perky, född 8 februari 1867 i Smithville i Ohio, död 9 januari 1939 i Los Angeles i Kalifornien, var en amerikansk demokratisk politiker och jurist. Han representerade delstaten Idaho i USA:s senat 1912-1913.
Perky avlade 1888 sin grundexamen vid Ohio Northern University. Han studerade därefter juridik vid University of Iowa och inledde 1890 sin karriär som advokat i Wahoo, Nebraska. Han gifte sig 18 april 1891 med Ella Hunter. Han tjänstgjorde 1901 som federal domare i Idaho. Han arbetade därefter som advokat i Boise.
Senator Weldon B. Heyburn avled 1912 i ämbetet. Guvernören i Idaho James H. Hawley utnämnde Perky till senaten fram till fyllnadsvalet följande år. Perky efterträddes i februari 1913 som senator av James H. Brady.
Perkys grav finns på begravningsplatsen Forest Lawn Memorial Park i Glendale, Kalifornien.